# Jüdisches Leben in Hattingen
Jüdisches Leben in Hattingen begann zu Beginn des 19. Jahrhunderts. Unter der napoleonischen Herrschaft siedelten sich die ersten Juden dauerhaft in Hattingen an.

## Geschichte

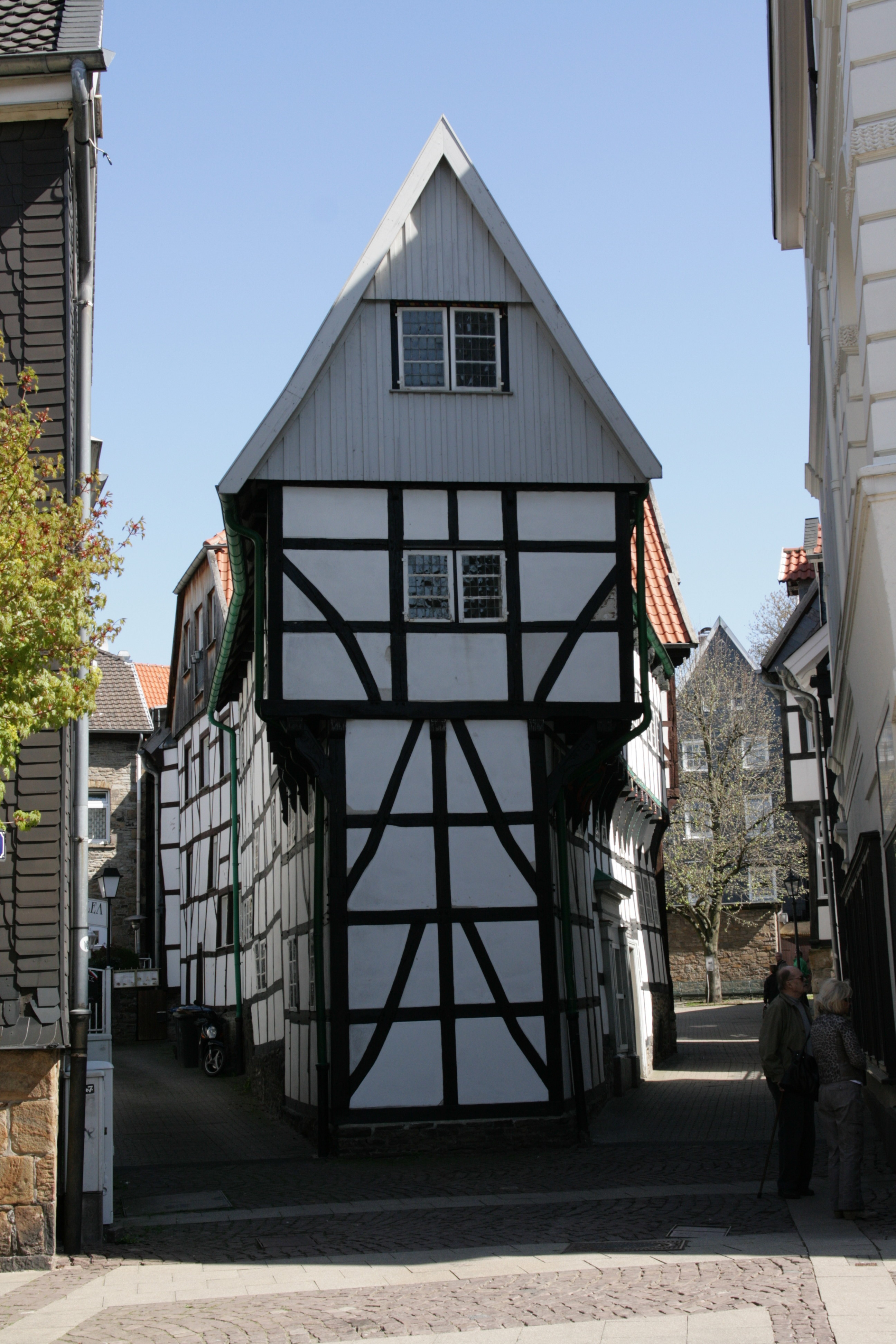
Im Bügeleisenhaus lebte seit 1853 eine jüdische Metzgerfamilie, zuletzt Selma und Alfred Abraham, die 1941 ins Ghetto Riga verschleppt wurden.

Von 1819 bis 1905 bestand ein jüdischer Friedhof in der Bismarckstraße, bis wegen einer Straßenerweiterung eine Umbettung erforderlich war. Der nachfolgende jüdische Friedhof Am Vinckenbrink zählt heute 62 Grabsteine.
Die Synagoge an der Bahnhofstraße wurde am 13. September 1872 eingeweiht.
1880 war die jüdische Gemeinde auf 147 Mitglieder angewachsen.
Im Ersten Weltkrieg fielen die jüdischen Gemeindemitglieder Adolf Gumbert, Josef Gumperz, Artur Levy, Erich Löwenstein, Hermann Röttgen und Walter Röttgen an der Front. Für sie wurde am 24. November 1926 in der Synagogengemeinde eine Gedenktafel enthüllt.

### Zeit des Nationalsozialismus
Ende Oktober 1938 kam es zu einer ersten Deportation im Rahmen der Polenaktion. Nach dem Attentat von Herschel Grynszpan auf den deutschen Diplomaten Ernst vom Rath am 7. November 1938 in Paris folgten die Novemberpogrome 1938. Die Synagoge wurde von den Nationalsozialisten niedergebrannt.
Unter anderem wurde der jüdische Inhaber des Bekleidungsgeschäfts „Gebrüder Kaufmann“ an der Bruchstraße 3, Jacob Hefter, von der Gestapo in Schutzhaft genommen, kam für eine Nacht in die Gefängniszelle des Hattinger Rathauses, dann in die Dortmunder Steinwache und anschließend ins KZ Sachsenhausen. Nachdem Hefter dem Verkauf des Hauses und der Auswanderung seiner Familie zugestimmt hatte, wurde er entlassen.
Mindestens 30 Hattinger Juden gelang bis Ende 1939 die Flucht aus Hattingen. 55 blieben zurück. Am 26. Juni 1941 mussten die ersten Juden ihre Wohnungen verlassen und in die alte Gewehrfabrik an der Ruhrbrücke umziehen. Acht in „Mischehen“ lebende Juden blieben zunächst verschont. Zwei jüdische Männer nahmen sich das Leben.
Das Bügeleisenhaus gehörte ab 1853 einer jüdischen Metzgerfamilie. Deren Nachkommen Selma und Alfred Abraham wurden 1941 enteignet und vermutlich am 11. Dezember 1941 ins Ghetto Riga deportiert. Sie kamen vermutlich dort um.
Am 20. April 1942, drei Monate nach der Wannsee-Konferenz, wurden Berta und Sophie Walter aus der Gewehrfabrik deportiert. Sie wurden vom Bahnhof Hattingen (Ruhr) über Düsseldorf ins Ghetto Izbica transportiert.
In einem weiteren Transport wenige Tage später wurden Aron und Mathile Löwenstein, Amalie und Karl Cahn, Ossiel und Rika Landsmann, Hermann Ostwald, sowie Alfred, Bacia, Günther, Inge, Isidor und Klara Markus aus der Gewehrfabrik deportiert; ferner Meta Blume aus Blankenstein und Kurt Kamp aus Bredenscheid-Stüter. Über ein Sammellager beim Bahnhof Dortmund Süd wurden sie in das Ghetto Zamość bei Lublin deportiert.

### Nach dem Zweiten Weltkrieg
Soweit bekannt, überlebten nur sechs der aus Hattingen deportierten Juden; diese waren erst 1944 in die Lager verschleppt worden, stammten aus den so genannten „Mischehen“ und waren schon seit Jahrzehnten zum christlichen Glauben konvertiert.
Im Jahr 2003 erschien eine Arbeit über die Zwangsarbeit in Hattingen. Zur Aufarbeitung gab das Stadtarchiv Hattingen 2006 eigene Abhandlungen heraus.
Zu den Erinnerungsprojekten zählen die Stolpersteine in Hattingen und der von der Bildhauerin Ulla H’loch-Wiedey geschaffene Denkstein „Gegen das Vergessen“ auf dem Synagogenplatz in der Nähe des ehemaligen Synagogenstandorts.
Für Hattingen ist heute die Jüdische Gemeinde Bochum-Herne-Hattingen zuständig.